# Lato w Kołobrzegu
Lato w Kołobrzegu – szósty album zespołu Skaner wydany w firmie fonograficznej Green Star w lipcu 1998 roku. To ich drugi album, który osiągnął status złotej płyty. Teledyski nakręcono do piosenek: Lato w Kołobrzegu (lato 1998) i Żołnierz (grudzień 1998), za ten drugi zespół otrzymał nominację do nagrody za najlepsze animacje komputerowe na YACH FILM 1999 w Gdańsku.

## Lista utworów
1. "Lato w Kołobrzegu" (muz. i sł. R. Sasinowski i A. Półtorak)
2. "Tacy sami" (muz. i sł. R. Sasinowski)
3. "Julianna" (muz. i sł. A. Półtorak)
4. "Mam cię już dość" (muz. i sł. R. Sasinowski)
5. "On i ona" (muz. i sł. K. Murawski)
6. "Koszykówka" (duet z zespołem Dennis) (muz. i sł. R. Sasinowski i A. Półtorak)
7. "Dalej" (muz. i sł. R. Sasinowski)
8. "Letnie uczucie" (muz. i sł. R. Sasinowski)
9. "Blondie" (muz. i sł. R. Sasinowski)
10. "Żołnierz" (muz. i sł. R. Sasinowski)
11. "Lato w Kołobrzegu" (Crazy Mix) - Bonus Track (tylko na płycie CD) (muz. i sł. R. Sasinowski i A. Półtorak)
12. "Żołnierz" (Dance Mix) - Bonus Track (tylko na płycie CD) (muz. i sł. R. Sasinowski)

## Aranżacje utworów
- Marek Zrajkowski i Ernest Sienkiewicz - utwory: 2, 3, 6, 7, 8, 10, 12
- Tomasz Ring - utwory: 1, 4, 5, 9, 11